# Stuart Hogg
Stuart William Hogg (24. června 1992 Hawick) je skotský ragbista, který v sezoně 2024/25 hraje za francouzský klub Montpellier. Jeho posty jsou zadák a útoková spojka. Obdržel v prosinci 2023 Řád britského impéria.
Za Skotsko odehrál 100 zápasů a připsal si 171 bodů. Od roku 2020 byl kapitánem své země než v červenci 2023 ukončil svou reprezentační kariéru. V roce 2016 a 2017 se stal nejužitečnějším hráčem Six Nations. V roce 2021 byl World Rugby zvolen do nejlepší sestavy světa roku. Byl součástí Britských a Irských lvů v roce 2013, 2017 a 2021.
Na klubové úrovni vyhrál v sezoně 2014/15 soutěž PRO12 se skotským klubem Glasgow Warriors a v sezoně 2019/20 se stal s klubem Exeter Chiefs vítězem anglické ligy i Evropského poháru mistrů. V sezoně 2012/13 byl zvolen do nejlepší sestavy roku PRO12. Byl opakovaně zatčen za týrání a pronásledování své ženy, se kterou má čtyři děti.